# Alfeld (Leine)
Alfeld település Németországban, azon belül Alsó-Szászország tartományban. Lakosainak száma 18 679 fő (2023. december 31.). Alfeld Everode, Duingen, Adenstedt, Coppengrave és Delligsen községekkel határos. A település legfőbb nevezetessége a Walter Gropius által tervezett Fagus-művek, mely a Világörökség része.

## Népesség
A település népességének változása:
| Lakosok száma | 19 081 | 19 061 | 18 814 | 18 626 | 18 550 | 18 723 | 18 679 |
|               | 2015   | 2016   | 2017   | 2019   | 2021   | 2022   | 2023   |